# Pride (minissérie de 2021)
Pride é uma minissérie de documentário americano que gira em torno dos direitos LGBT nos Estados Unidos, década a década. Consiste em 6 episódios e estreou em 14 de maio de 2021, no FX.

## Sinopse
A série segue os direitos LGBT nos Estados Unidos, década a década, começando nos anos 1950. O Episódio 1 apresenta a história da ativista pelos direitos LGBT, advogada e memorialista Madeleine Tress.
Possui participações de Christine Jorgensen, Flawless Sabrina, Ceyenne Doroshow, Susan Stryker, Kate Bornstein, Dean Spade, Raquel Willis, Christine Vachon, Margaret Cho, John Waters, Jewelle Gomez, Ann Northrop, Zackary Drucker, Jules Gill-Peterson, CeCe McDonald, Brontez Purnell, B. Ruby Rich, Chase Strangio, Michael Musto e Tez Anderson, entre outros escritores e historiadores LGBT.

## Episódios
| N.º | Título                            | Dirigido por               | Exibição original  | Audiência EUA (milhões) |
| --- | --------------------------------- | -------------------------- | ------------------ | ----------------------- |
| 1   | "1950s: People Had Parties"       | Tom Kalin                  | 14 de maio de 2021 | ASD                     |
| 2   | "1960s: Riots & Revolutions"      | Andrew Ahn                 | 14 de maio de 2021 | ASD                     |
| 3   | "1970s: The Vanguard of Struggle" | Cheryl Dunye               | 14 de maio de 2021 | ASD                     |
| 4   | "1980s: Underground"              | Anthony Caronna Alex Smith | 21 de maio de 2021 | ASD                     |
| 5   | "1990s: The Culture Wars"         | Yance Ford                 | 21 de maio de 2021 | ASD                     |
| 6   | "2000s: Y2Gay"                    | Ro Haber                   | 21 de maio de 2021 | ASD                     |

## Produção
Em agosto de 2019, foi anunciado que a FX havia encomendado uma série documental sobre os direitos LGBT nos Estados Unidos com a produção da Killer Television, Vice Studios e Refinery29. Em março de 2021, foi anunciado que Tom Kalin, Andrew Ahn, Cheryl Dunye, Anthony Caronna, Alex Smith e Ro Haber serviriam como diretores da série, com Refinery29 não mais ligada a produção. A produção começou em abril de 2021 em Greenwich Village, Lower Manhattan, local da rebelião de Stonewall de junho de 1969, amplamente considerado o catalisador do movimento pelos direitos LGBT.

## Recepção
Pride tem recebido aclamação favorável da crítica. No agregador de resenhas Rotten Tomatoes, a série tem um índice de aprovação de 100% com base em 12 resenhas, com uma classificação média de 7,5/10. No Metacritic, a série tem uma pontuação média ponderada de 73 em 100 com base nas avaliações de 7 críticos, indicando "avaliações geralmente favoráveis".